# Bernhard Maier (Politiker)
Bernhard Maier (* 1945 in Malmsheim (heute zu Renningen)) ist ein deutscher Politiker. Er war Bürgermeister von Renningen und Landrat im Landkreis Böblingen.

## Leben
Bernhard Maier stammt aus Malmsheim, das später zu Renningen eingemeindet wurde. Nach dem Abitur am Gymnasium in Weil der Stadt schlug er die höhere Verwaltungslaufbahn ein. Nach Tätigkeiten im Landratsamt Leonberg und in der damals noch selbständigen Gemeinde Höfingen wurde er 1972 Erster Beigeordneter der Stadt Renningen. Nachdem der dortige Bürgermeister Gottfried Bauer krankheitshalber zurückgetreten war, übernahm Maier die Geschäfte und wurde 1974 zum Bürgermeister gewählt; dieses Amt übte er 26 Jahre aus.
Im Jahr 2000 wurde er einstimmig zum Landrat des Landkreises Böblingen gewählt und bekleidete dieses Amt bis 2008. Er setzte sich insbesondere für die Gründung des Klinikverbundes Südwest und den Bau der S-Bahn S60 ein. Von 1979 bis 2000 war Maier Mitglied des Kreistages des Landkreises Böblingen und von 1984 bis 2000 Vorsitzender der Fraktion der Freien Wähler. Darüber hinaus war er ab 1990 1. stellvertretender Vorsitzender des Kreistages.
Von 1994 bis 2024 war er Mitglied der Regionalversammlung der Region Stuttgart. 1994 wurde er zum stellvertretenden Vorsitzenden des Verkehrsausschusses gewählt. Außerdem war er Mitglied des Aufsichtsrates des Verkehrs- und Tarifverbundes Stuttgart.

## Privates
Bernhard Maier ist verheiratet und hat Kinder.

## Auszeichnungen
- 2008 Verdienstmedaille des Landkreises Böblingen[4]
- 2015 Ehrenbürgerwürde der Stadt Renningen[2]